# Monchio delle Corti
Monchio delle Corti é uma comuna italiana da região da Emília-Romanha, província de Parma, com cerca de 1 207 habitantes. Estende-se por uma área de 68 km², tendo uma densidade populacional de 18 hab/km². Faz fronteira com Bagnone (MS), Comano (MS), Corniglio, Licciana Nardi (MS), Palanzano, Ramiseto (RE).

## Demografia
| Variação demográfica do município entre 1861 e 2011                               |
|                                                                                   |
| Fonte: Istituto Nazionale di Statistica (ISTAT) - Elaboração gráfica da Wikipedia |